# In Requiem
In Requiem (lat.: ‚in einem Requiem‘/‚in Ruhe‘) ist das elfte Studioalbum der englischen Band Paradise Lost. Es erschien im Mai 2007.

## Entstehung und Stil
Bereits auf dem Vorgängeralbum nahm die Band eine leichte Kurskorrektur zurück in Richtung Metal vor. Mit In Requiem setzte sie diese in deutlicherem Maße fort. Bei Songs wie Prelude to Descent oder Never for the Damned sind Einflüsse von Black Sabbath hörbar. Am Schlagzeug saß letztmals Jeff Singer. Rhys Fulber produzierte das Album, das in London sowie im kanadischen Vancouver entstand.

## Rezeption
In Requiem wurde auf Allmusic.com von Eduardo Rivadavia ein gutes Songwriting bescheinigt, dennoch werde es Paradise Lost weitere Mühe kosten, den Gothic-Metal-Thron „von einer Bastion jüngerer Nachfolger zurückzuerobern“. Er bewertete das Album mit drei von fünf Sternen. Im Rock Hard schrieb Holger Stratmann, die wirklich zwingenden Alben der Band lägen schon länger zurück, er nannte In Requiem aber „eine durchweg überzeugende Mischung, die alle Fans der Band garantiert goutieren werden“. Die Wertung war acht von zehn Punkten.

## Titelliste
1. Never for the Damned – 5:02
2. Ash & Debris – 4:16
3. The Enemy – 3:39
4. Praise Lamented Shade – 4:02
5. Requiem – 4:25
6. Unreachable – 3:38
7. Prelude to Descent – 4:11
8. Fallen Children – 3:38
9. Beneath Black Skies – 4:12
10. Sedative God – 3:59
11. Your Own Reality – 4:02

## Bonustitel
1. Missing (Cover von Everything but the Girl)
2. Godless
3. Silent in Heart
4. Sons of Perdition